# Slobodan Samardžić

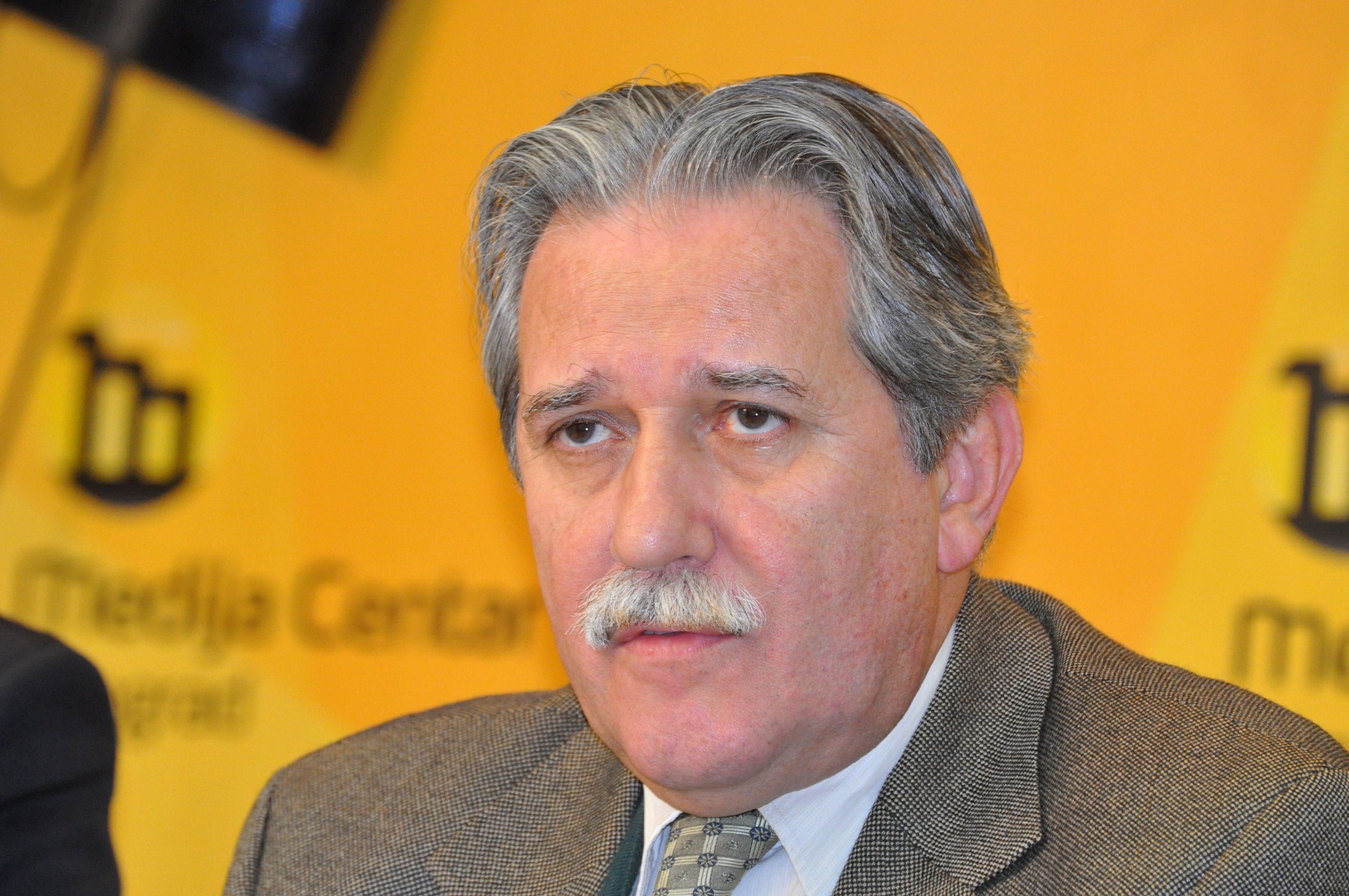
Slobodan Samardžić

Slobodan Samardžić (Servisch: Слободан Самарџић) (Belgrado, 3 april 1953) is een Servisch politicus van Bosnisch-Servische en Montenegrijns-Servische afkomst. Hij was van 15 mei 2007 tot 7 juli 2008 de minister voor Kosovo en Metohija in de regering van Servië.
Samardžić behaalde zijn doctoraal in politieke wetenschappen aan de Universiteit van Belgrado. Hij was redacteur van wetenschappelijke en politieke programma's op Radio Belgrado van 1982 tot 1984 en is hoogleraar Europese studies aan de faculteit voor politieke wetenschappen aan de Universiteit van Belgrado. Hij was adviseur voor politieke zaken voor de voormalige Joegoslavische president en Servische premier Vojislav Koštunica. Hij was voorzitter van de Servische regeringscommissie voor decentralisatie en lid van het staatsonderhandelingsteam voor de toekomstige status van Kosovo-Metohija.
- Bibliothèque nationale de France: cb126717781 (data)
- Gemeinsame Normdatei: 1161039406
- International Standard Name Identifier: 0000 0000 8177 004X
- Library of Congress Control Number: n85065789
- Nationale Bibliotheek van Tsjechië: js20211113085
- Nederlandse Thesaurus van Auteursnamen: 267548591
- Système universitaire de documentation: 133161943
- Virtual International Authority File: 110854844
- WorldCat: E39PBJm4WGybHYxxWYhv8BtHYP